# Skeppsta, Örebro kommun
Skeppsta är en mindre by i Täby socken, Örebro kommun. Byn ligger ca två mil söder om Örebro. I Skeppsta finns bostadshus och några lantbruksfastigheter. Skeppsta Maskin AB är ett företag som säljer jordbruksredskap och tillverkar linoljepressen "Täbypressen" . Företaget startade 1992 av Bengt Jonsson
I söder gränsar Skeppsta till Vallersta.